# Anastasia Zakharova
Pour les articles homonymes, voir Zakharov.
Anastasia Zakharova, née le 18 janvier 2002 à Volgograd, en Russie, est une joueuse russe de tennis professionnelle.

## Carrière professionnelle
Elle débute sur le circuit WTA en 2021, à 19 ans, lors du tournoi WTA 250 de Sopot; elle est battue dès le 1er tour par Ekaterine Gorgodze. Elle rentre dans le Top 200 mondial en fin de saison.
Elle n'obtient sa 1re victoire sur le circuit WTA qu'un an et demi plus tard, début 2023, lors du tournoi de Hua Hin face à Anna Karolína Schmiedlová. Elle est ensuite battue au 2e tour par Bianca Andreescu, tête de série N°1 du tournoi.
En début de saison 2024, classée alors N°190, elle passe les 3 tours de qualifications de l'Open d'Australie et accède pour la première fois au tableau principal d'un tournoi du Grand Chelem. Elle passe deux tours face à Yulia Putintseva et Kaja Juvan avant d'échouer face à Magdalena Fręch.
Le 31 octobre 2024, elle parvient pour la première fois en quart de finale d'un tournoi WTA à Hong Kong en battant Varvara Gracheva ce qui constitue pour elle une douzième victoire de rang après ses 2 succès précédents sur le circuit ITF à Figueira da Foz (catégorie W100) et Cherbourg (catégorie W50); elle est battue alors par Katie Boulter.
En double, elle est parvenue 4 fois en finale des tournois WTA 250 d'Astana (2021), Prague (2022), Tunisie (2024) et WTA 125 d'Andorre (2022).

## Palmarès

### Titre en double
Aucun

### Finales en double
| No | Date       | Nom et lieu du tournoi            | Catégorie | Dotation  | Surface    | Vainqueures                         | Partenaire       | Score            |          |
| -- | ---------- | --------------------------------- | --------- | --------- | ---------- | ----------------------------------- | ---------------- | ---------------- | -------- |
| 1  | 27-09-2021 | Astana Open Noursoultan           | WTA 250   | 235 238 $ | Dur (int.) | Anna-Lena Friedsam Monica Niculescu | Angelina Gabueva | 6-2, 4-6, [10-5] | Parcours |
| 2  | 25-07-2022 | Livesport Prague Open 2022 Prague | WTA 250   | 251 750 $ | Dur (ext.) | Anastasia Potapova Yana Sizikova    | Angelina Gabueva | 6-3, 6-4         | Parcours |
| 3  | 09-09-2024 | Jasmin Open Monastir Monastir     | WTA 250   | 267 082 $ | Dur (ext.) | Mayar Sherif Anna Blinkova          | Alina Korneeva   | 2-6, 6-1, [10-8] | Parcours |

### Finale en double en WTA 125
| No | Date       | Nom et lieu du tournoi                 | Catégorie | Dotation  | Surface    | Vainqueures                       | Partenaire       | Score     |          |
| -- | ---------- | -------------------------------------- | --------- | --------- | ---------- | --------------------------------- | ---------------- | --------- | -------- |
| 1  | 28-11-2022 | Crèdit Andorrà Open Andorre-la-Vieille | WTA 125   | 115 000 $ | Dur (int.) | Cristina Bucșa Weronika Falkowska | Angelina Gabueva | 7-64, 6-1 | Parcours |

## Parcours en Grand Chelem

### En simple dames
| Année | Open d'Australie | Open d'Australie      | Internationaux de France | Internationaux de France | Wimbledon      | Wimbledon         | US Open | US Open       |
| ----- | ---------------- | --------------------- | ------------------------ | ------------------------ | -------------- | ----------------- | ------- | ------------- |
| 2021  | Q1               | G; García Pérez       | —                        | —                        | —              | —                 | —       | —             |
| 2022  | Q1               | V. Jiménez Kasintseva | Q1                       | Laura Siegemund          | —              | —                 | Q3      | Linda Nosková |
| 2023  | Q1               | Lucrezia Stefanini    | Q2                       | Tamara Zidanšek          | Q1             | Nao Hibino        | —       | —             |
| 2024  | 3e tour (1/16)   | Magdalena Fręch       | Q3                       | Eva Lys                  | Q2             | Gergana Topalova  | Q1      | Talia Gibson  |
| 2025  | Q2               | Sára Bejlek           | Q1                       | Anouk Koevermans         | 2e tour (1/32) | Dayana Yastremska |         |               |

N.B. : à droite du résultat se trouve le nom de l'ultime adversaire.

## Classements WTA en fin de saison
| Année          | 2018 | 2019 | 2020 | 2021 | 2022 | 2023 | 2024 |
| Rang en simple | 975  | 356  | 252  | 198  | 165  | 194  | 109  |
| Rang en double | –    | 575  | 455  | 223  | 98   | 259  | 369  |

Source : (en) Classements de Anastasia Zakharova sur le site officiel de la Fédération internationale de tennis